# 尾扇

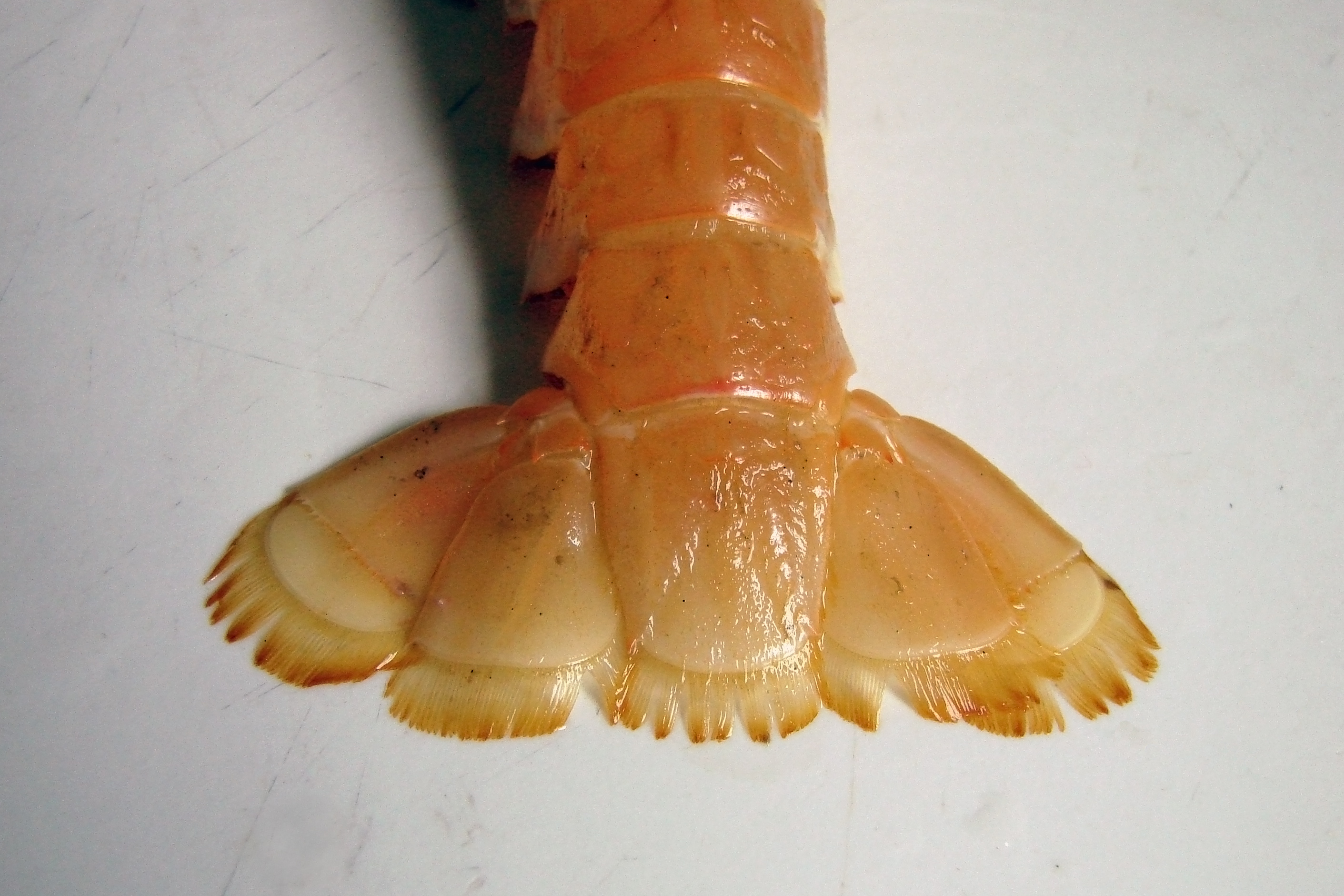
ヨーロッパアカザエビの尾扇。左右1対の二叉型の尾肢と中央1枚の尾節から構成される。

尾扇（びせん、英：tail fan）とは、水生節足動物の尾端にある、扇形に広げた部分である。
尾扇は主に最終胴節の後端にある、1対以上の平たく特化した付属肢（関節肢）によって構成される。その間に1本の尾節（telson）が存在する場合、これも往々にして平たく特化した形で尾扇の一部に含まれる。尾扇は種類によって遊泳中のバランスを取ることや、腹部を撥ねて後退する動作（caridoid escape reaction）の際に推進力を生むなどに用いられる。
現生節足動物の中で、尾扇は主に十脚類（エビ、コシオリエビ、カニダマシなど）・シャコ類・オキアミ類などという軟甲類に属する甲殻類に見られる。これらの節足動物の尾扇に含まれる付属肢は尾肢（uropod）と呼ぶ。絶滅群、特にカンブリア紀の節足動物では、シドネイア・イソキシス・キリンシア・フーシェンフイア類・メガケイラ類（例えばフォルティフォルケプス）・Hymenocarina類（例えばワプティア）・ラディオドンタ類（例えばアノマロカリス）・オパビニア類など、尾扇をもつ例が少なからぬ挙げられる。

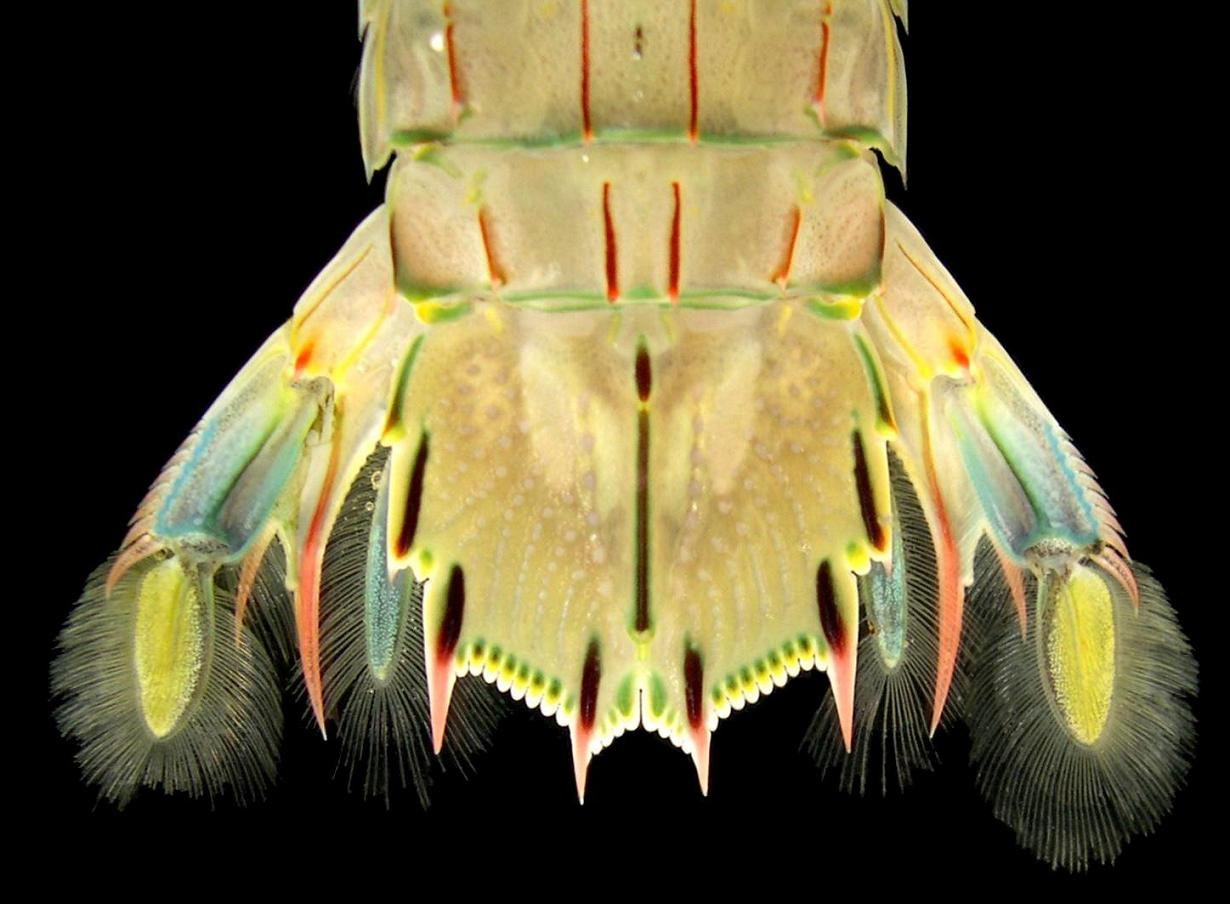
シャコ類の尾扇
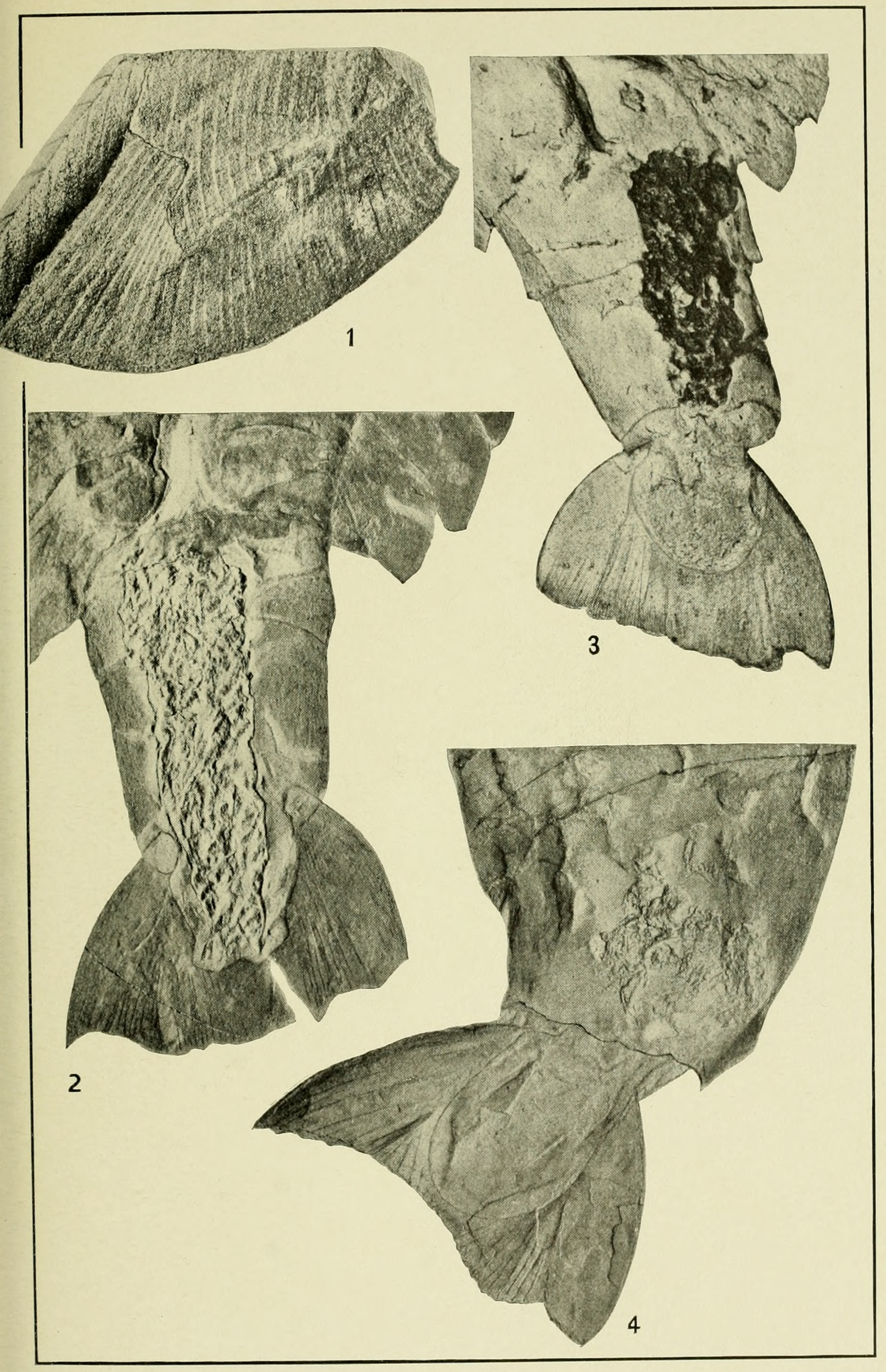
シドネイアの尾扇
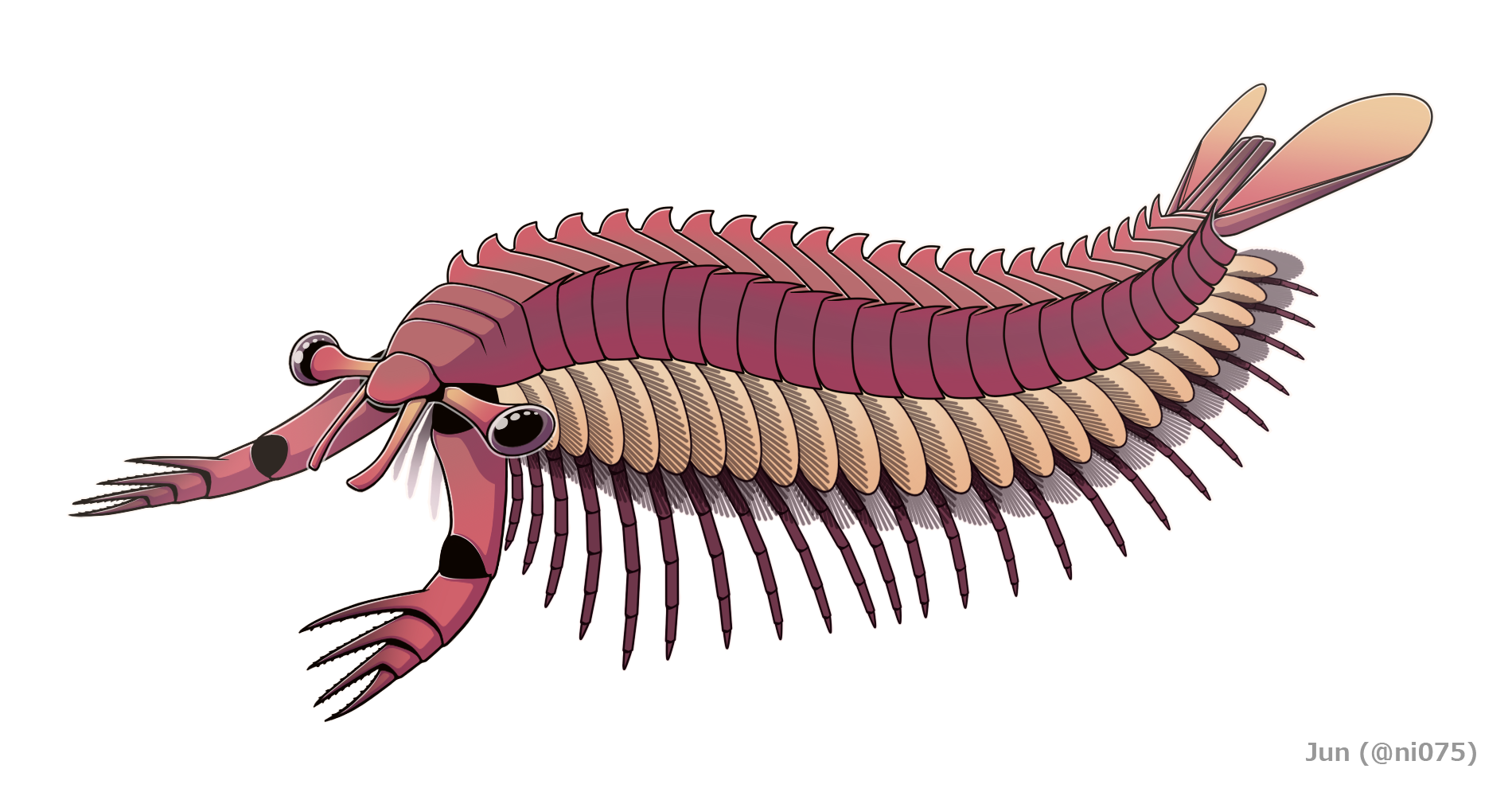
フォルティフォルケプス
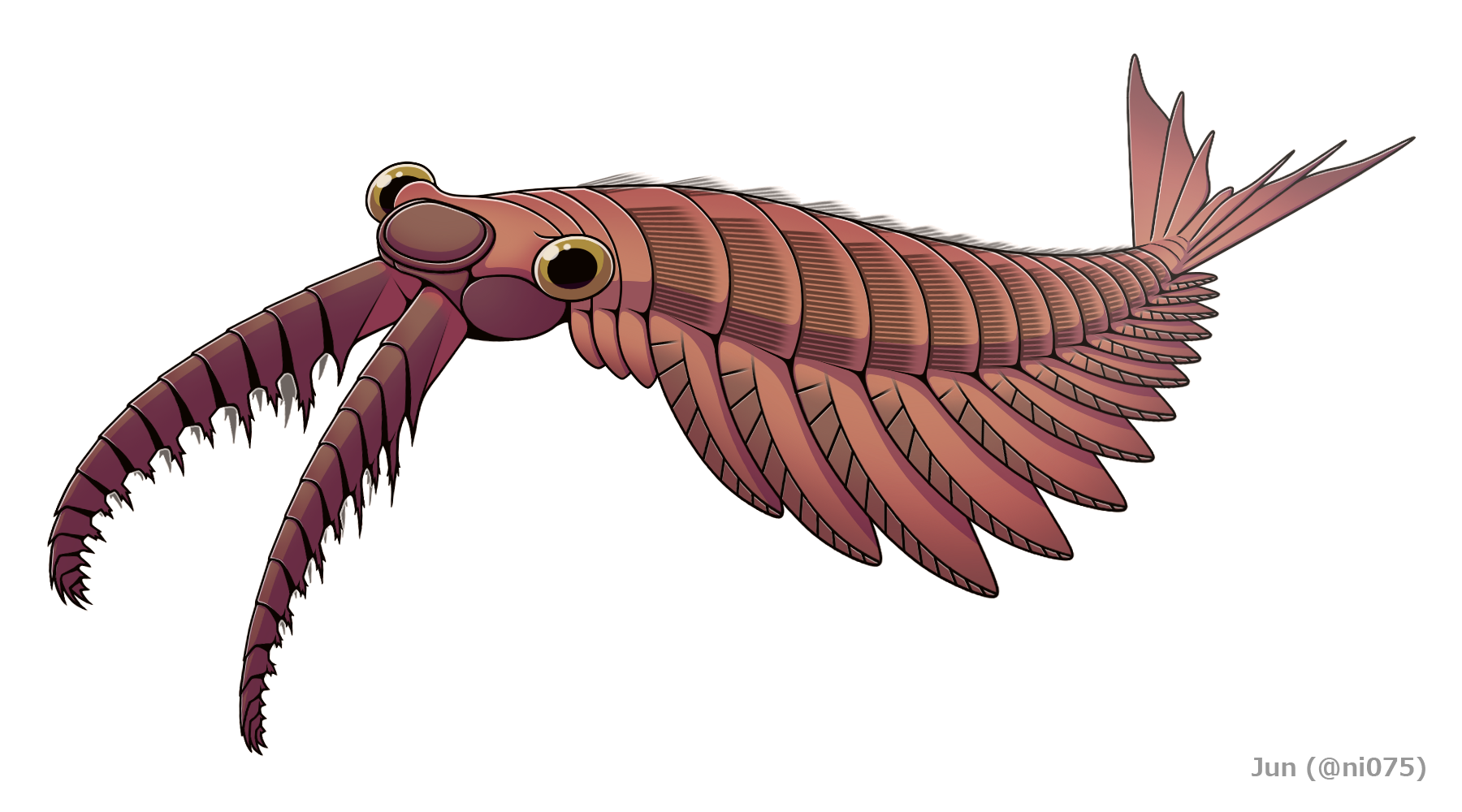
アノマロカリス